# Visby cementfabrik
Visby cementfabrik var en fabrik för tillverkning av portlandcement i Kopparsvik i Visby. Den första anläggningen anlades 1884. Ett aktiebolag bildades 1888. Fabriken var i drift fram till 1940.
År 1869 reste Otto Fahnehjelm till Gotland för att analysera möjligheten att anlägga en cementfabrik här. Fahnehjelm kom huvudsakligen att intressera sig för trakterna kring Klintehamn, men där kalkstenen dock ansågs vara av för låg kvalitet. Dåvarande länsarkitekten på Gotland, August Waldemar Lundberg genomförde 1871 analyser av kalkstenen runt Visby och vid Högklint och bedömde att här fanns kalksten av god kvalitet för cementtillverkning. Han kom dock kort därefter att knytas till Lomma cementfabrik och lämnade Gotland. I stället blev det Fahnehjelm som fick ta sig an de fortsatta analyserna av kalkstensmaterialet i Visbytrakten och som ,presenterade sin rapport 1875. Drivande till att få till stånd fabriken var Ernst Leijer. Det dröjde dock till 1882, innan borgmästaren i Visby Carl Een lyckades övertala grosshandlaren i Stockholm Wilhelm Carlsson att starta en cementfabrik i Kopparsvik strax utanför Visby. 
År 1884 startades tillverkning i liten skala i schaktugnar. Tillverkningen gick bra och cementen visade sig hålla god kvalitet, men den omständliga och primitiva tillverkningsmetoden gjorde tillverkningen olönsam. Den fortsatte fram till 1887 med Wilhelm Carlssons son Carl Adam Carlsson som platschef, innan den lades ned. I januari 1888 samlades borgmästaren Carl Een, far och son Carlsson, grosshandlaren Carl Johan Björkander och konsul Carl L. Ekman till bolagsteckning för Visby Cementaktiebolag på Hotell Rydberg. Av betydelse för bolaget blev att ingenjör Gustaf Mauritz Dalström, Kata Dalströms make, som tidigare arbetat med anläggandet av Stockholms Södra Spårvägs AB, trädde in som vd för bolaget och lyckades locka en mängd aktietecknare. Redan på våren 1888 återupptogs tillverkningen och man började planera för en expansion av verksamheten. Dalström kom dock lämna över direktörskapet till Carl Adam Carlsson. Under hans tid införskaffades en kalkkvarn för att krossa kalkstenen innan bränning, vilket betydligt förenklade tillverkningsprocessen. De stående schaktugnarna, vilka inte tillät kontinuerlig drift, var dock en hämsko för utveckling av produktionen. Man lyckades dock få in professor A.G. Bergman och revisionssekreterare A.E. Sjöstrand som aktietecknare och medlemmar i styrelsen, vilka såg till att hjälpa bolaget med ett obligationslån. År 1896 blev Allon de Jounge anställd som driftschef och 1916 blev han vd för bolaget. Han lät bygga nya Schneiderugnar för kontinuerlig drift och lät även bygga om fyra av de äldre ugnarna. År 1898 elektrifieras fabriken och 1899 lät man uppföra en ny större rörkvarn ett cementmagasin, en ny verkstad och en arbetarbostad. År 1900 uppfördes disponentbostaden. Åren runt sekelskiftet innebar en högkonjunktur med omfattande byggnation och ett uppsving för fabriken. Åren 1901-1902 innebar en tillfällig svacka på grund av överproduktion av cement i Tyskland och minskade exportmöjligheterna, men snart vände konjunkturen åter uppåt. Åren 1907-1909 uppfördes en ny fabriksbyggnad med rotéugn med torveldning. Fabriken hade redan på 1880-talet köpt upp mark i Martebo myr för att utnyttja i sina brännugnar och ägde nu 250 hektar där. Från 1907 vände dock konjunkturen nedåt och lagom till att fabriken stod färdig bröt Storstrejken ut. För Visby cementfabriks del varade den endast fyra veckor, men lågkonjunkturen kom att fortsätta. Den nya fabriken innebar dock en betydlig effektivisering, och 1912 vände konjunkturerna åter upp, och för att klara efterfrågan byggdes en andra rotéugn, råcementverket byggdes ut, cementpackningsmaskiner införskaffades och ett modernt tunnbinderi uppfördes. 
Första världskriget innebar problem för fabriken, då den svenska marknaden åtminstone till en början stramades åt och exporten till Finland och Ryssland omöjliggjordes. Dock fick man nya möjligheter till export till Sydamerika. Möjligheterna till kolimport begränsades också betydligt och bränslebristen gjorde till slut att regeringen utfärdade förbud mot cementexport. I slutet av kriget fick cementfabriken i Visby även konkurrens från de nya Slite cementfabrik och Gotländska Cement AB Rute:s cementfabrik i Valleviken. Allon de Jounge lämnade 1917 Visby cementfabrik och efterträddes då av Ivar Svalin som vd. Hans tid vid fabriken blev motig. År 1918 var det lågkonjunktur i byggbranschen och 1919 kunde fabriken endast delvis hållas igång, på grund av att det var omöjligt att importera kol. Problemen fortsatte under 1920-talet. Vid mitten av 1920-talet började konjunkturen att vända, men först 1929 kunde fabrikens fulla kapacitet utnyttjas. Då hade Ivar Svalin 1927 efterträtts av Allons son Arendt de Jounge. Sedan fabriken drabbats av depressionen, köpte Skånska Cement 1930 upp aktiemajoriteten i bolaget, samtidigt Slite cementfabrik köptes. Därefter gjordes en rockad av cheferna mellan de båda bolagen och Arendt de Jounge flyttades till Slite, medan Fredrik Nyström från Slite fick ta över som vd i Visby. Under 1930-talets förbättrade konjunkturer uppfördes nya cement- och klinkersilos i betong, den gamla kraftcentralen med gasmotorer ersattes med kraft från Gotlands Kraftverk. Med utbrottet av andra världskriget drabbades fabriken på nytt av stenkolsbrist, vilket ledde till ett beslut 1940 om nedläggning.
Under de första åren var verksamheten ganska begränsad, men redan 1892 fanns 150 anställda. Under de följande åren växlade antalet anställda mellan 100 och 200. En topp uppnåddes under perioden 1907-1909 med omkring 225 anställda och en botten med 1934 då fabriken hade 67 anställda. År 1938 var 110 personer anställda vid fabriken.